# Tsuyoshi
Tsuyoshi (jap. つよし, ツヨシ) – męskie imię japońskie.

## Możliwa pisownia
Tsuyoshi można zapisać używając wielu różnych znaków kanji i może znaczyć m.in.:
- 剛, „silny”[1] (występują też inne wymowy tego imienia: Takeshi, Gō)
- 豪, „odważny” (występuje też inna wymowa tego imienia: Gō)
- 毅, „stanowczy” (występuje też inna wymowa tego imienia: Takeshi)
- 力, „moc” (występuje też inna wymowa tego imienia: Chikara)
- 壮, „duży” (występuje też inna wymowa tego imienia: Sō)
- 剛史, „wytrzymały, historia”
- 剛志, „wytrzymały, wola” (występuje też inna wymowa tego imienia: Takeshi)
- 剛士, „wytrzymały, samuraj”

## Znane osoby
- Tsuyoshi Abe (力), japoński aktor
- Tsuyoshi Chitose (剛直), założyciel Chito-ryu karate
- Tsuyoshi Fujita (剛史), japoński profesjonalny gracz Magic: The Gathering
- Tsuyoshi Hasegawa (毅), japoński historyk
- Tsuyoshi Hayashi (剛史), japoński aktor
- Tsuyoshi Ichinohe (剛), japoński skoczek narciarski
- Tsuyoshi Ihara (剛志), japoński aktor
- Inukai Tsuyoshi (毅), japoński polityk, 29. premier Japonii
- Tsuyoshi Kitazawa (豪), japoński piłkarz
- Tsuyoshi Kōsaka (剛), japoński zawodnik mieszanych sztuk walki
- Tsuyoshi Makino (剛), japoński pisarz i krytyk
- Tsuyoshi Nakaima (強), japoński mangaka
- Tsuyoshi Nakasako (剛), japoński profesjonalny kickboxer
- Tsuyoshi Nishioka (剛), japoński profesjonalny baseballista
- Tsuyoshi Ogata (剛), japoński lekkoatleta specjalizujący się w biegach długodystansowych, także w maratonie
- Tsuyoshi Ōhashi (ツヨシ), japoński mangaka
- Tsuyoshi Sekito (剛), japoński kompozytor muzyki do gier wideo
- Tsuyoshi Takagi (毅), japoński polityk
- Tsuyoshi Takashiro (剛), japoński DJ, filmowiec i pisarz
- Tsuyoshi Wada (毅), japoński baseballista
- Tsuyoshi Yamaguchi (壮), japoński polityk
- Tsuyoshi Yamamoto (剛), japoński pianista jazzowy
- Tsuyoshi Yamanaka (毅), japoński pływak stylu dowolego
- Tsuyoshi Yoshitake (剛), japoński piłkarz

## Fikcyjne postacie
- Tsuyoshi Kaijō (剛) / Czerwony Ranger, bohater serialu tokusatsu Himitsu Sentai Goranger
- Tsuyoshi Ōki/Tsuyoshi Sasaki (剛), bohater mangi i anime Kodocha